# نبرد بیجی (۲۰۱۵–۲۰۱۴)
نبرد بیجی، نبردی است در شهر بیجی عراق علیه داعش که بین سال‌های ۲۰۱۴تا۲۰۱۵ در جریان بود. بیجی شهری در استان صلاح‌الدین عراق است. این شهر به دلیل دارا بود پالایشگاه بیجی (که حدود یک‌سوم سوخت مصرفی عراق را تأمین می‌کند) و مجاورت با دجله از اهمیت بسیاری برخوردار است.همین موضوع باعث شد که مورد توجه نیروهای داعش قرار گیرد و در روز ۲ تیر ۱۳۹۳ پس از ده روز محاصره و درگیری با نیروهای عراقی این شهر و پالایشگاه آن به دست نیروهای داعش افتاد.

## بازپس‌گیری
پس از ده روز محاصره شهر و پالایشگاه بیجی توسط داعش با وجود تلاش‌های ارتش عراق این شهر سقوط کرد. به دلیل اهمیت استراتژیک شهر سریعاً نیروهای عراقی در صدد بازپس‌گیری شهر درآمدند و از طرف‌های مختلف درگیر با داعش درخواست کمک کردند. در این زمان نیروهای مورد حمایت ایران همچون حشد شعبی و نیروی قدس سپاه پاسداران به کمک ارتش عراق آمدند و همچنین باراک اوباما (رئیس‌جمهور وقت ایالات متحده آمریکا) دستور پشتیبانی هوایی را به ارتش آمریکا ابلاغ کرد.با ورود نیروهای شیعی مورد حمایت ایران و همچنین پشتیبانی نظامی و مستشاری نیروهای قدس سپاه، عملیات علیه داعش برای بازپس‌گیری بیجی آغاز شد.این عملیات توسط قاسم سلیمانی، ابومهدی المهندس و سران ارتش عراق طراحی شد.به دلیل موضع‌گیری داعش در خانه‌ها عملیات بسیار پیچیده و فرسایشی بود و به جنگ شهری تبدیل شد. به همین خاطر عملیات طولانی شد.

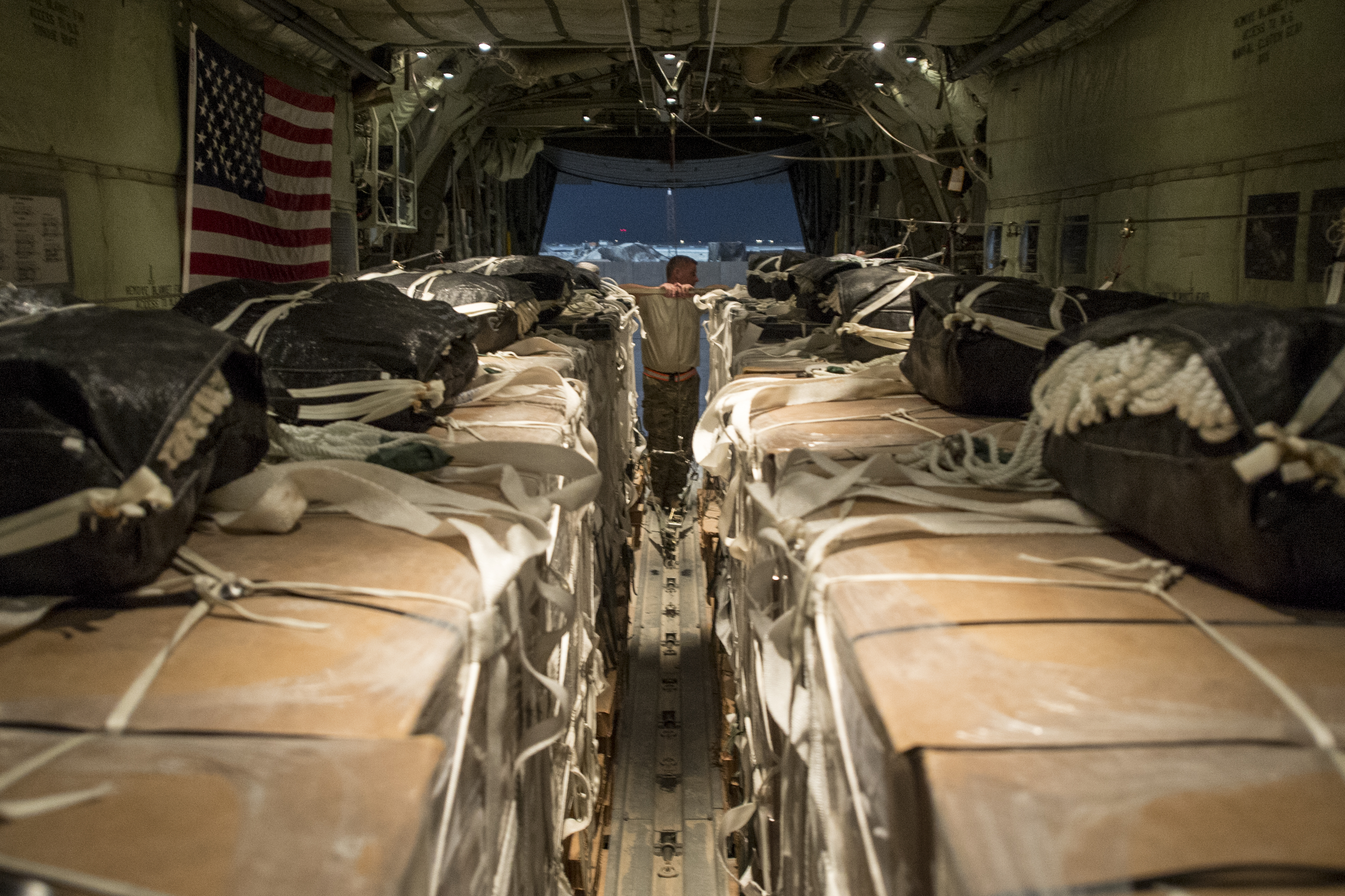
ارسال بسته‌های کمکی آمریکا در ۲۰۱۴ به بیجی

در عملیات بازپس‌گیری بیجی از داعش، نیروهای داعش از ماشین‌های انتحاری برای جلوگیری از ارتش عراق استفاده می‌کرد که باعث تلفات بسیار نیروهای عراقی می‌شد اما با افزایش نیروهای عراقی و پیوستن نیروهای حشدالشعبی و همچنین پشتیبانی هوایی ارتش عراق در ۲۹ مهر ۱۳۹۴ بیجی آزاد شد و عملیات پاکسازی شهر از مین‌ها آغاز شد.